# Syzygiella geminifolia
Syzygiella geminifolia là một loài rêu tản trong họ Jungermanniaceae. Loài này được (Mitt.) Stephani miêu tả khoa học lần đầu tiên năm 1902.